# Olaf Kasten
Olaf Kasten (* 20. Januar 1962 in Altenburg) ist ein ehemaliger deutscher Leichtathlet, der für die DDR antrat und insbesondere im Stabhochsprung erfolgreich war.

## Sportliche Karriere
Olaf Kasten startete für den SC DHfK Leipzig. Er gewann den Titel im Stabhochsprung bei den DDR-Meisterschaften 1983. 1982 belegte er den zweiten Platz hinter Steffen Giebe und 1985 hinter Christoph Pietz. Seine Bestleitung von 5,40 Meter sprang Kasten am 19. Mai 1984 in Dresden.
Bei den Junioreneuropameisterschaften 1981 in Utrecht gewann Kasten mit 5,25 Meter die Bronzemedaille. Kasten trat von 1981 bis 1983 bei zehn Wettkämpfen im Nationaltrikot der DDR an.